# Ян Мусценій
Ян Мусценій або Ян Муха (лат. Jan Muscenius; 1532 — 1602) — польський математик і астроном, ректор Краківської академії (1592/1593, 1594/1595, 1599/1600, 1601/1602). Відомий, зокрема, спостережним підтвердженням того, що коперніківська модель точніша за птолемеєву.

## Біографія
Народився в Кужелюві (колишнє Сандомирське воєводство, нині Влощівський повіт), жив у Кракові.
Початкову освіту отримав у Кужелюві, потім був відправлений батьком до Німеччини, де продовжив навчання у Франкфурті. У 1550 році він вступив на факультет вільних мистецтв Краківської академії. У серпні 1558 року він став членом Малої колегії і зайняв кафедру астрології.
З 29 квітня 1556 року по 24 лютого 1559 року він був ректором кафедральної школи на Вавелі.
Кілька разів обирався ректором Краківської академії (1592/1593, 1594/1595, 1599/1600, 1601/1602).
Помер 21 липня 1602 року у Кракові.
У заповіті він розділив свою книгозбірню між Краківською академією та колегіумом у Кужелюві. Нині Бібліотека Варшавського університету має у своїй колекції 59 чудово переплетених книг із колекції Яна Мусценія.

## Наукові дослідження
25 серпня 1563 року Ян Мусценій разом з астрономами Краківської академії (Пьотр з Пробощовіц, Миколай із Шадека, Станіслав Якобеюш) спостерігав велике з'єднання Юпітера і Сатурна. Це спостереження було використано для порівняння Альфонсових таблиць (на основі геоцентричної моделі) і прусських таблиць (на основі геліоцентричної моделі Коперника). Прусські таблиці правильно вказали час сполучення Юпітера і Сатурна 25 серпня 1563 року. Кутова відстань між спостережуваними планетами становила 6,8 кутових хвилин. Альфонсові таблиці вказували на іншу дату з'єднання, для якої кутова відстань становила 2 градуси та 21 кутову хвилину. Професори Краківської Академії вибороли право використовувати розрахунки на основі моделі Коперника як більш точні та викладати геліоцентричну модель під час лекцій з астрономії.
З 1555 по 1568 рік Ян Мусценій провів 1649 неінструментальних метеорологічних спостережень.

## Публікації
- Epigrammata In Lavdem XI. Eximiorvm Ac Ervditorum virorum : dum In Alma Academia Cracovien[si] A. D. III. Eidus Martij Anno CIƆ IƆCI. A [...] Ioanne Muscenio Curzelouio [...] Licentiati in artibus liberalibus & Philosophia [...] crearentur, published in Kraków, (1601)[6]
- Praktyka z Biegow Niebieskich na Rok Panski 1566[7]
- Kalendarz Świąt dorocznych y Biegów Niebieskich z wyborami czasów na Rok Pański 1569, pierwszy po Przestępnym przez M. Jana Musceniusa z Kurzelowa, sławnej Nauki Krakowskiey Astrologa, napisany.